# Diocesi di Nefeli
La diocesi di Nefeli (in latino Dioecesis Nephelidensis) è una sede soppressa del patriarcato di Antiochia e una sede titolare della Chiesa cattolica.

## Storia
Nefeli, identificabile con le rovine di Sevasti-Güsle o di Sevasti-Yayla nell'odierna Turchia, è un'antica sede episcopale della provincia romana di Isauria nella diocesi civile d'Oriente. Faceva parte del patriarcato di Antiochia ed era suffraganea dell'arcidiocesi di Seleucia, come attestato da una Notitia episcopatuum del patriarcato datata alla seconda metà del VI secolo.
È noto un solo vescovo di Nefeli, Antonio, che fu rappresentato al concilio di Calcedonia del 451 dal metropolita Basilio di Seleucia.
Per un certo periodo, dopo l'occupazione araba di Antiochia, l'Isauria fu annessa al patriarcato di Costantinopoli. La diocesi di Nefeli non appare in nessuna delle Notitiae Episcopatuum di questo patriarcato, indizio che la diocesi dovette scomparire ben presto.
Dal 1933 Nefeli è annoverata tra le sedi vescovili titolari della Chiesa cattolica; la sede è vacante dal 22 novembre 1982. Il titolo è stato assegnato a due soli vescovi: Léon Lommel, vescovo coadiutore di Lussemburgo; e José Alfonso Tscherrig, vicario apostolico di Reyes in Bolivia.

## Cronotassi

### Vescovi greci
- Antonio † (menzionato nel 451)

### Vescovi titolari
- Léon Lommel † (14 maggio 1949 - 21 ottobre 1956 succeduto vescovo di Lussemburgo)
- Josef Alfons Tscherrig, C.SS.R. † (11 dicembre 1956 - 22 novembre 1982 deceduto)